# Hemeroplanes
Genre
Hemeroplanes est un genre d’insectes lépidoptères de la famille des Sphingidae, de la sous-famille des Macroglossinae, de la tribu des Dilophonotini.

## Répartition
Le genre est néotropical. La plupart des espèces sont connues en Amérique du Sud, mais quelques-unes se retrouvent également au Mexique et aux Caraïbes. 

## Systématique
Le genre Hemeroplanes a été décrit par l'entomologiste allemand Jacob Hübner, en 1819.
- L'espèce type pour le genre est Hemeroplanes triptolemus (Cramer, 1779)

### Synonymie
Leucorhampha Rothschild & Jordan, 1903.

### Liste des espèces
- Hemeroplanes diffusa Rothschild & Jordan, 1903
- Hemeroplanes longistriga Rothschild & Jordan, 1903
- Hemeroplanes ornatus Rothschild ,1894
- Hemeroplanes triptolemus (Cramer, 1779)

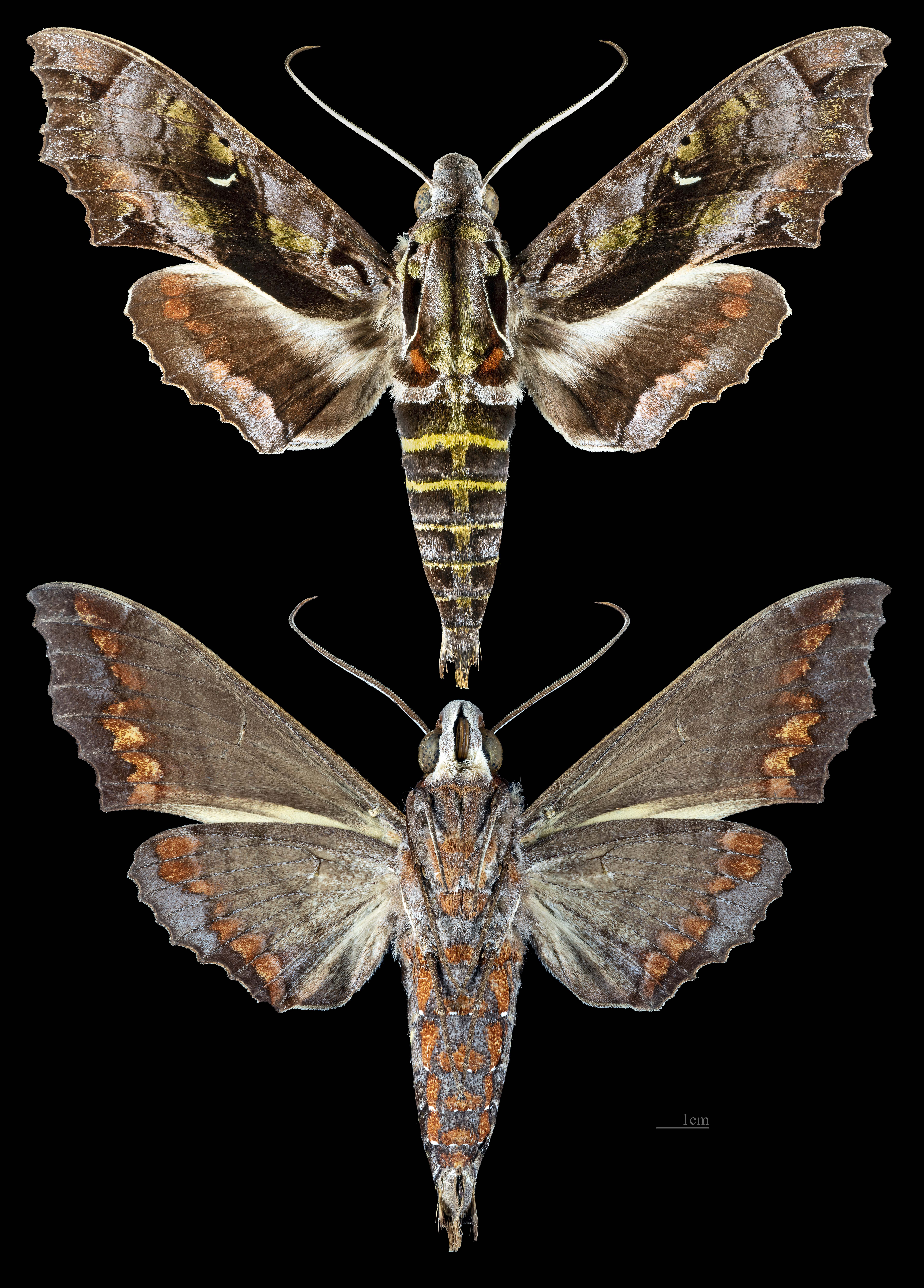
Hemeroplanes diffusa
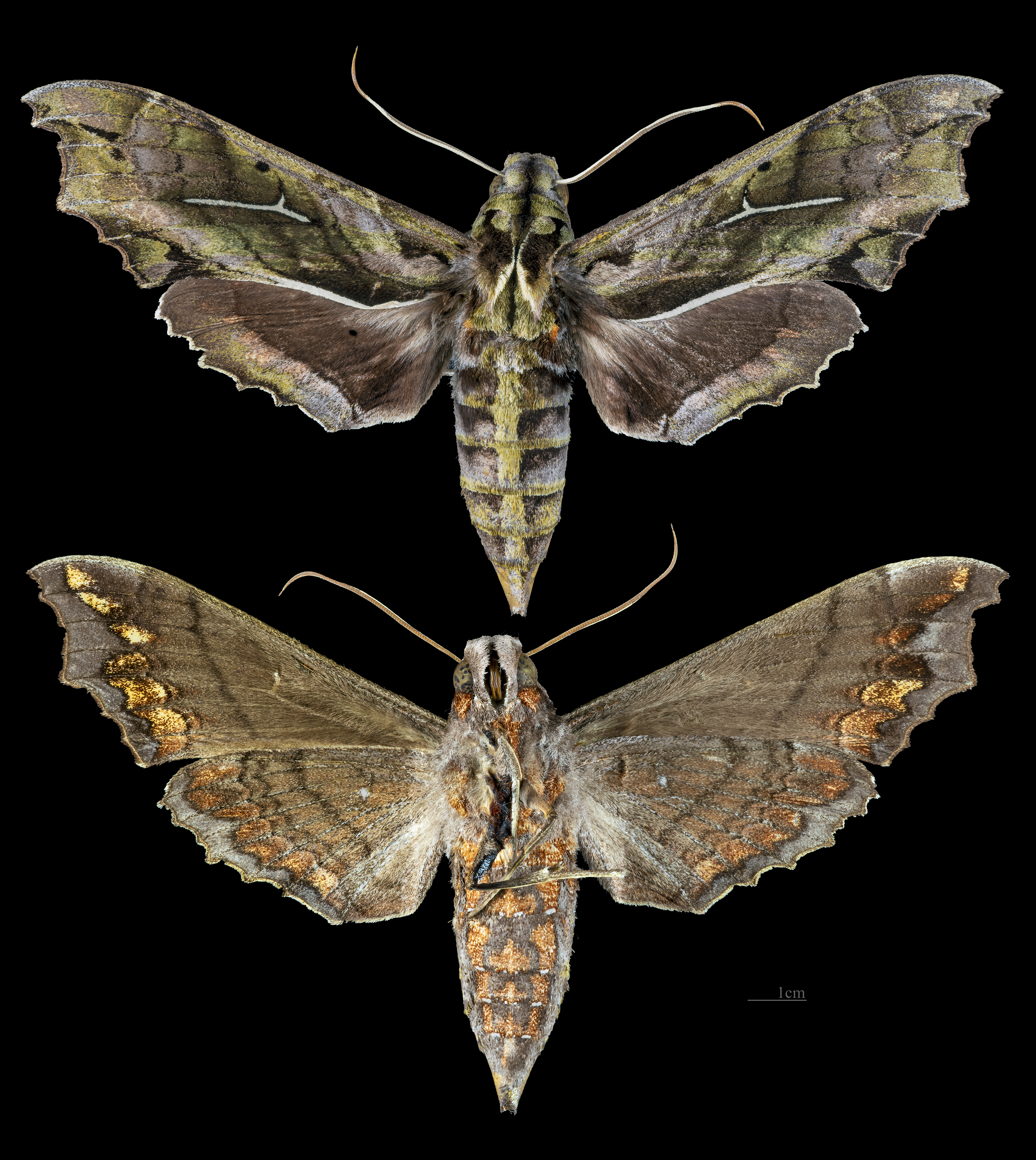
Hemeroplanes longistriga
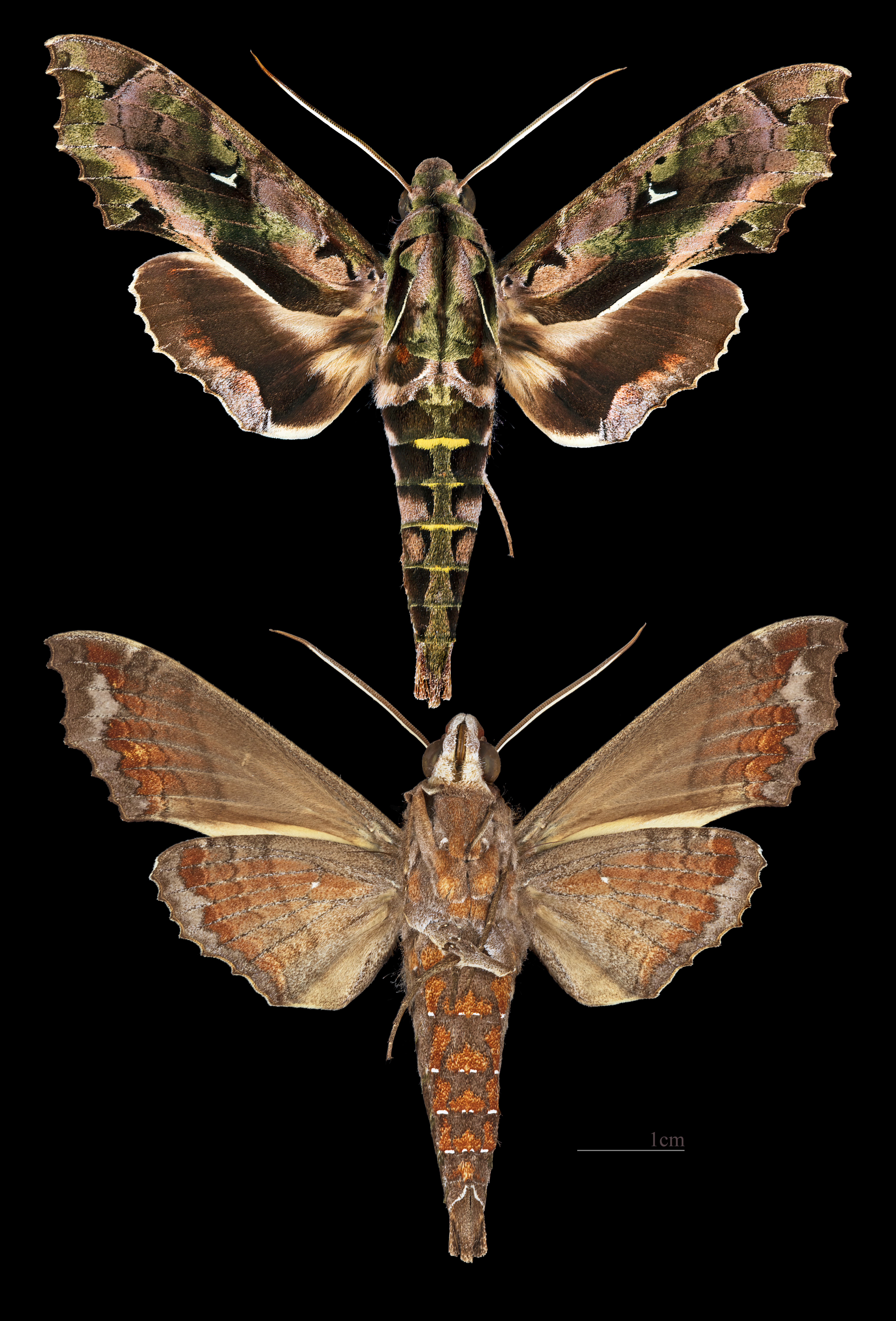
Hemeroplanes ornatus
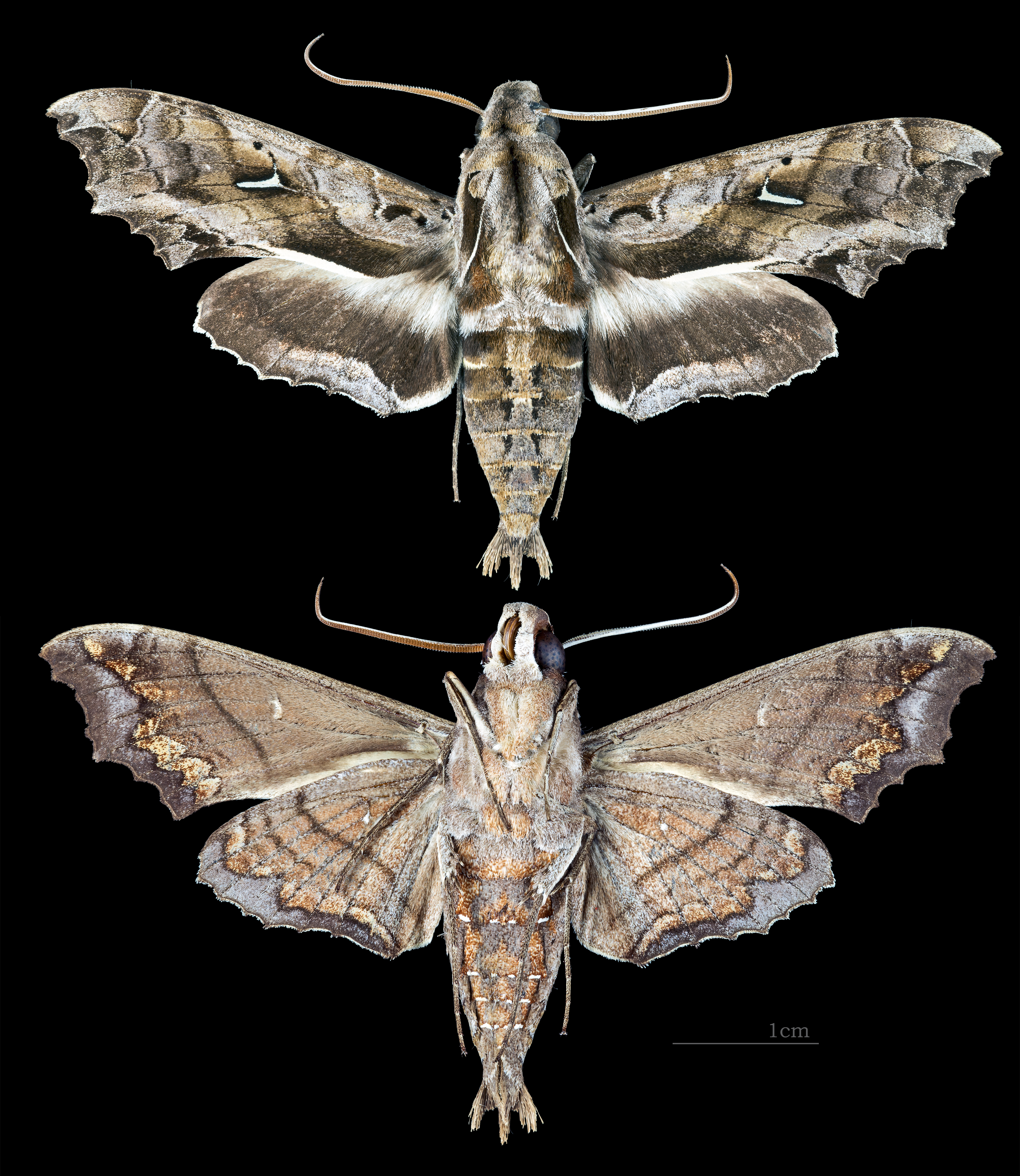
Hemeroplanes triptolemus